# 津山博
津山 博（つやま ひろし、9月17日 - ）は、日本の男性声優。広島県出身。
以前はDoaプロダクション、シグマ・セブンeに所属していた。

## 出演
太字はメインキャラクター。

### ゲーム
- ワイルドアームズ クロスファイア（フィアース）

### ドラマCD
- 年上ノ彼女
- Honey Hunt

### テレビ
- 美の巨人たち